# Loupensko
Buližníkový hřbet Loupensko (nejvyšší bod 568 m n. m.) je přírodní památka, registrovaná v seznamu chráněných území pod ev. č. 666. Nachází se jihovýchodně od obce Nezdice nad Úhlavou na stejnojmenném katastrálním území, přináležejícím do okresu Plzeň-jih v Plzeňském kraji. Oblast spravuje Agentura ochrany přírody a krajiny ČR.

## Předmět ochrany
Ochrana buližníkového hřbetu na vrcholu a svazích lokality Velký les jako chráněného přírodního výtvoru byla vyhlášena ONV Klatovy v roce 1976. Důvodem ochrany bylo zachování bizarní skupiny buližníkových skal s typickým porostem skalních společenstev.

## Geologie a geomorfologie
Loupensko je rozsáhlý strukturní buližníkový hřbet, protažený v délce téměř 2 km ve směru severovýchod – jihozápad na území geomorfologické jednotky Švihovská vrchovina mezi obcemi Nezdice a Vlčí. Vrcholová skála v severovýchodní části hřbetu tvoří cca 500 metrů dlouhou skalní hradbu, která je místy až 20 m vysoká. V chráněném geotopu lze spatřit různé skalní tvary – jehly, věže a plotny. Ve vrcholových partiích jsou zřetelné tektonické ohlazy, na svazích hřbetu se vyskytují balvanité sutě.
Zdejší buližníky, zbarvené šedě až černě díky příměsi grafitu v hornině, jsou protkány sítí jemných křemenných žilek. Odolnost buližníkových skal vůči zvětrávání se projevuje výraznými elevacemi v krajině. Často vystupují na povrch jako výrazná skaliska – skalní suky. Podloží tvoří břidlice a droby svrchního proterozoika.

## Galerie

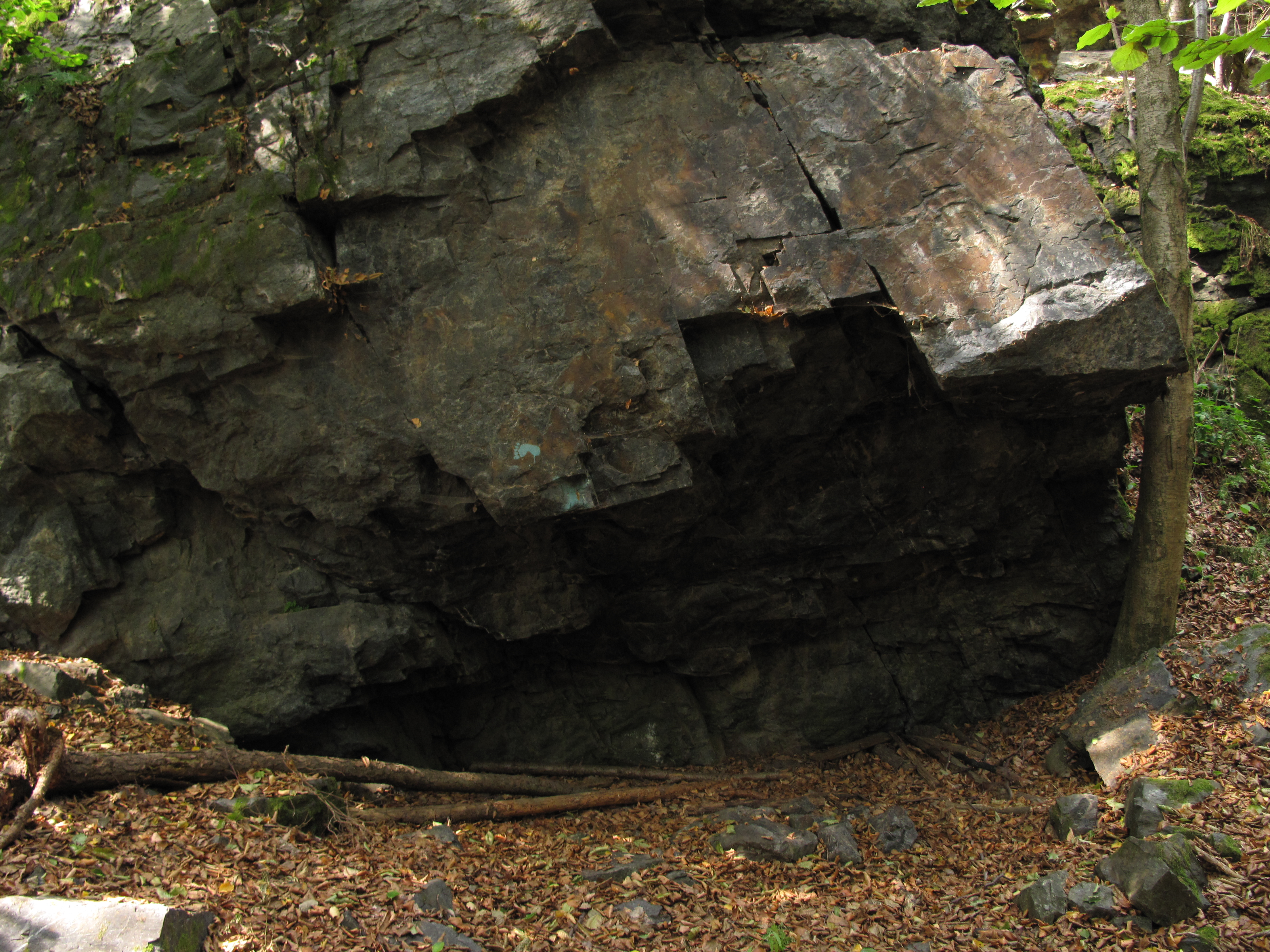
Skála
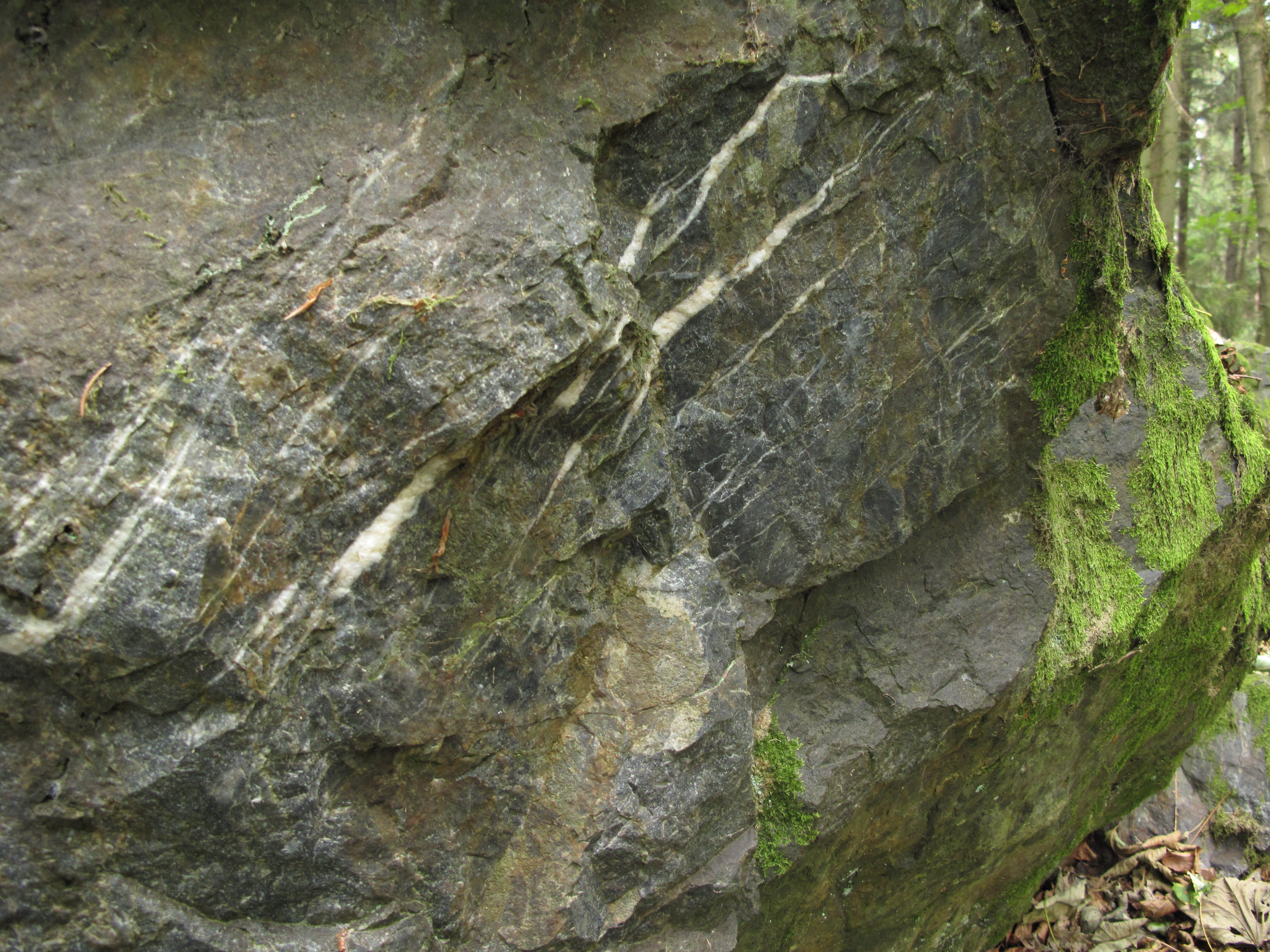
Žíly
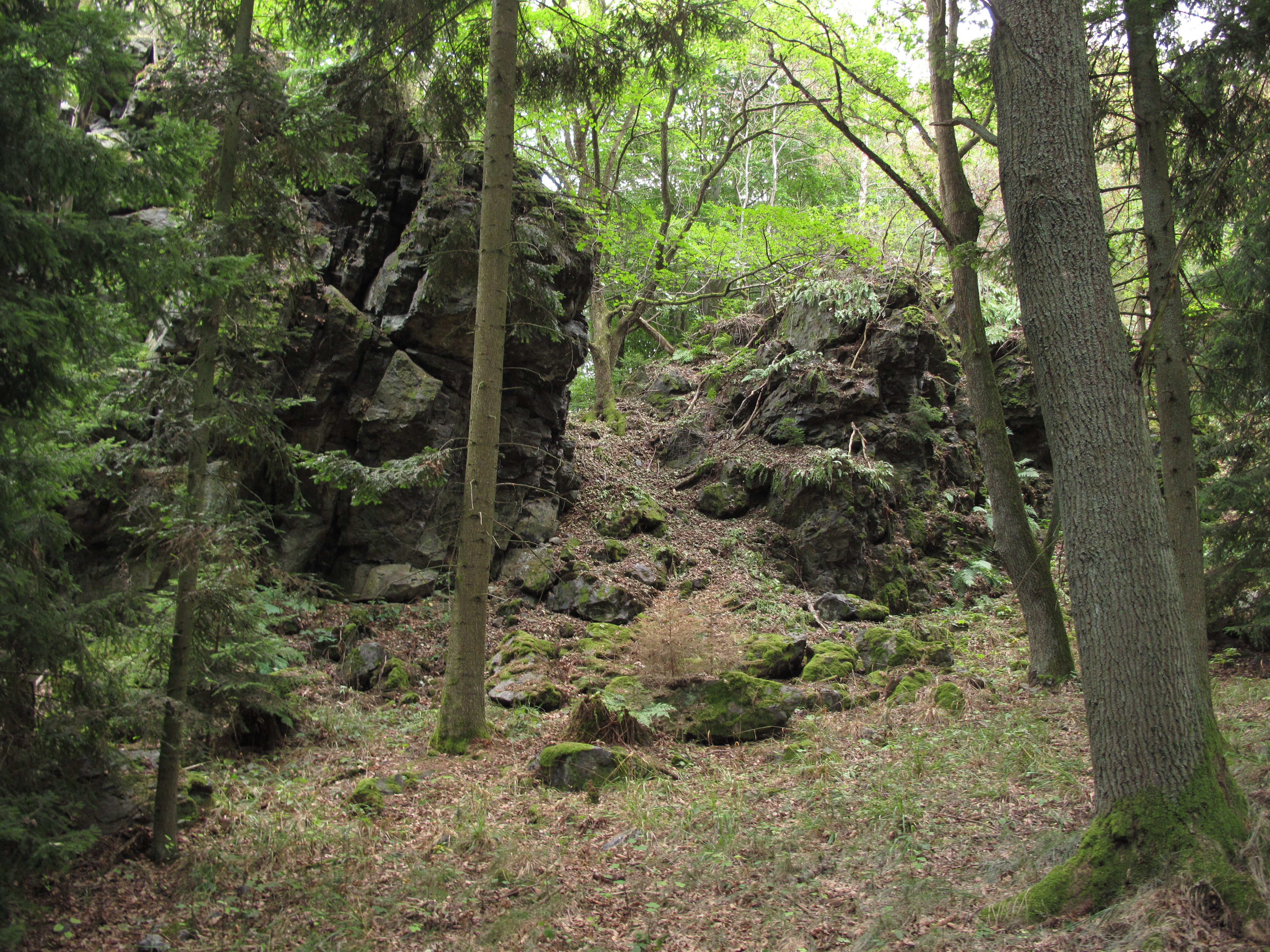
Výchoz skal
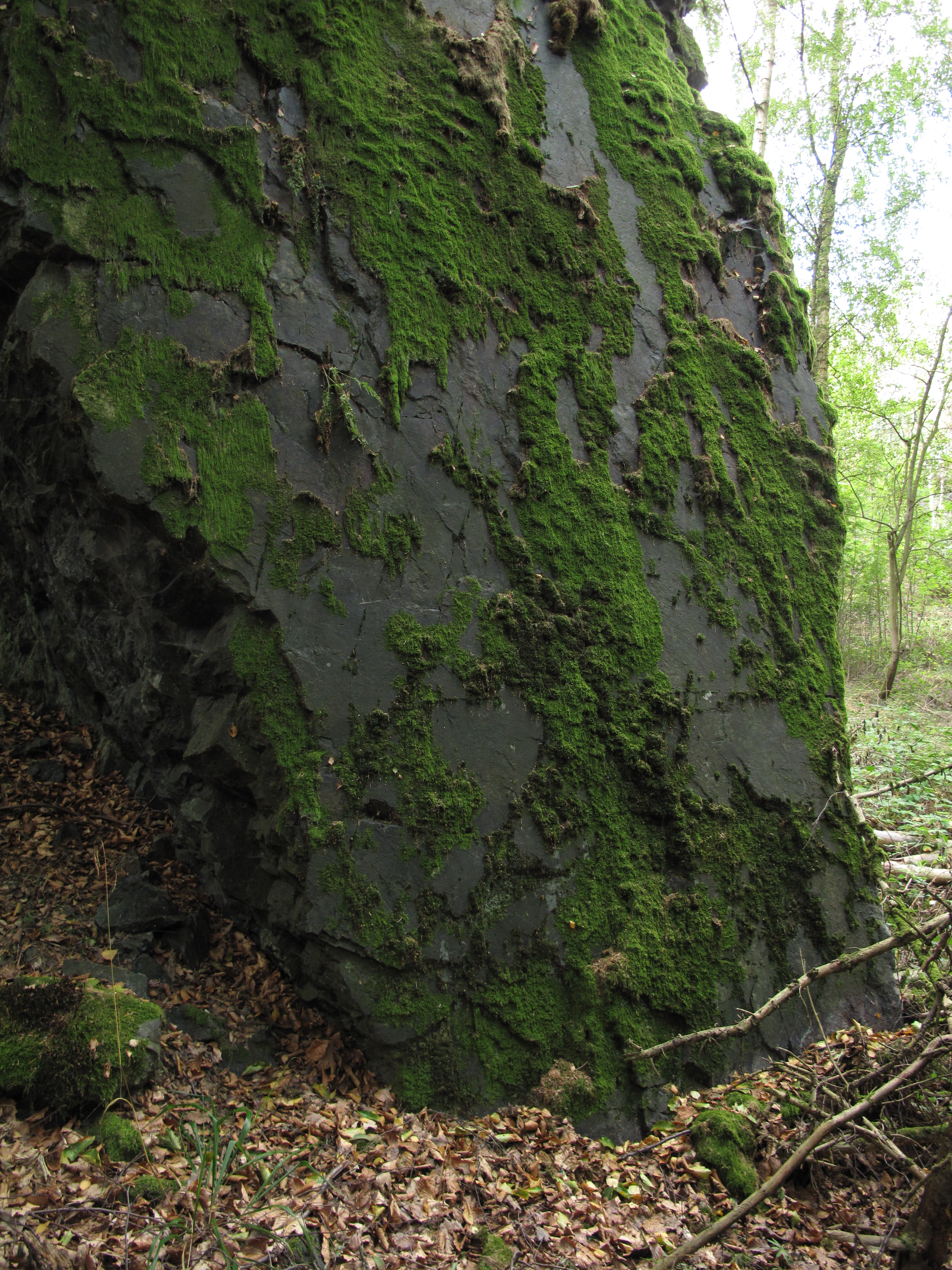
Mech na skále
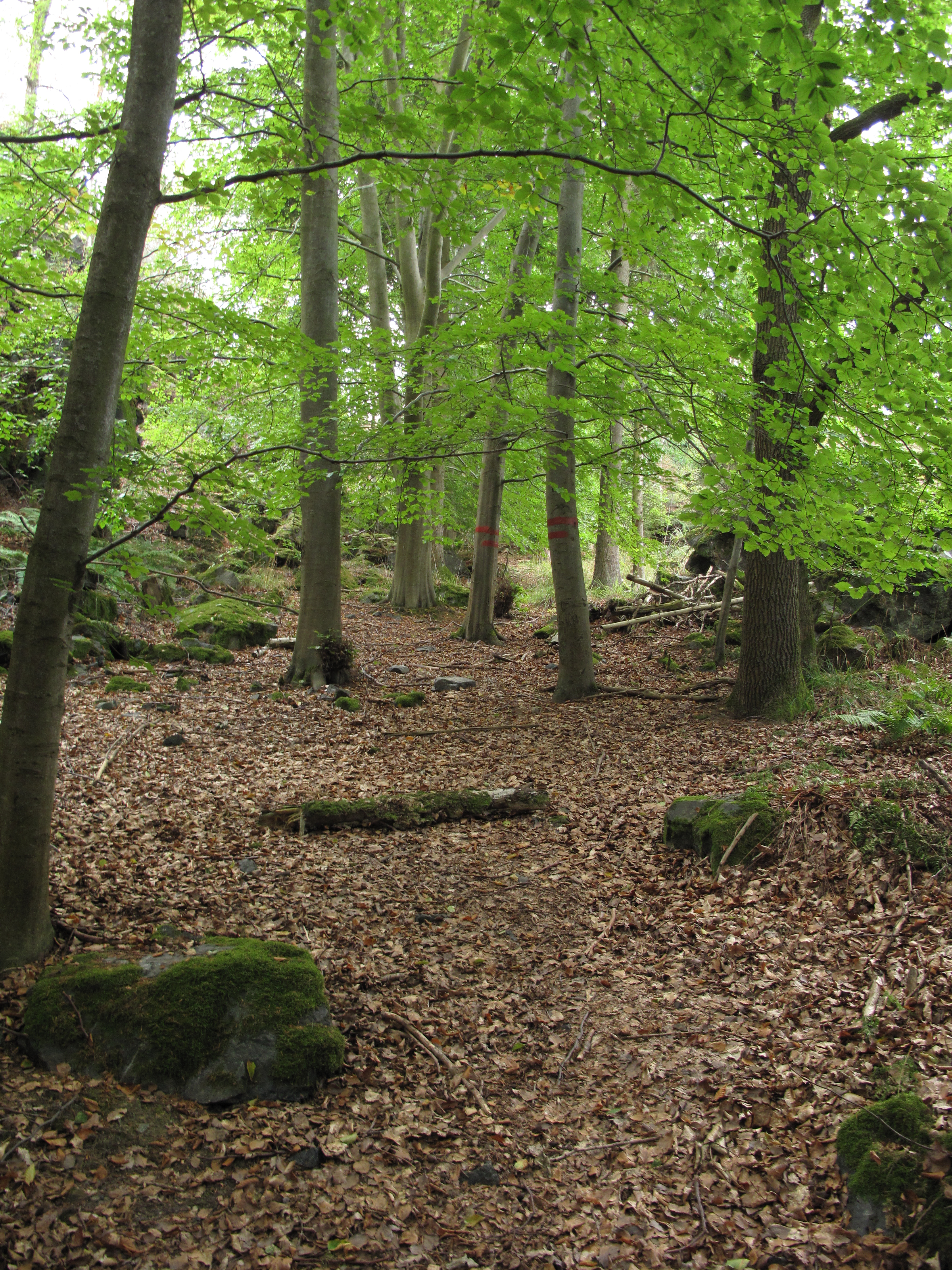
Hraniční bučina
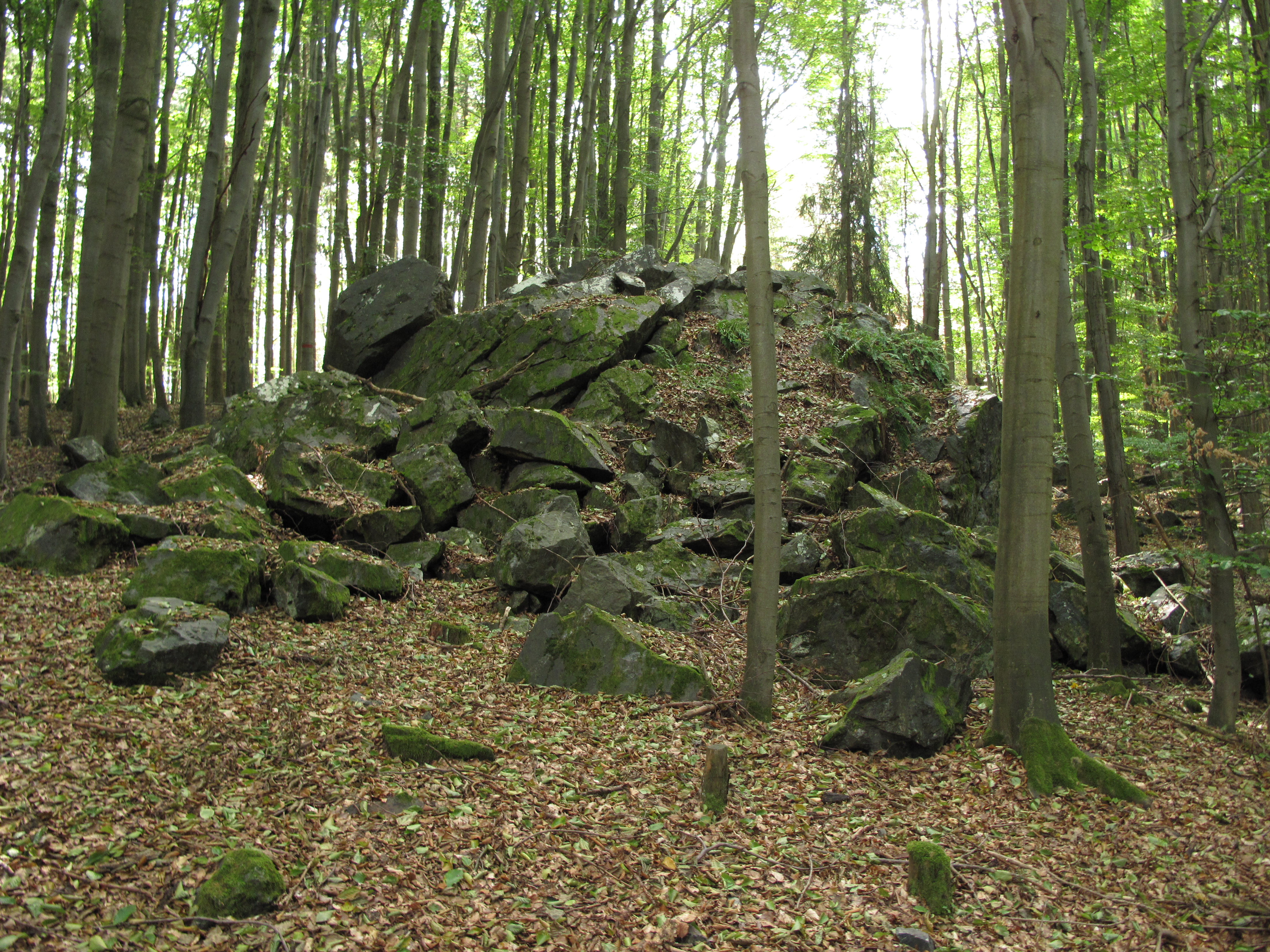
Kamenné kupy

## Horolezectví
Skály na území přírodní památky Loupensko jsou využívány též pro horolezecké aktivity. Z důvodu ochrany přírody a zde žijících druhů je zde lezení povoleno pouze v druhé polovině roku, tj. od 1. července do 31. prosince.

## Přístup
Vrcholovými partiemi hřbetu Loupensko v celé délce prochází červeně značená turistická cesta. Na jihozápadním konci hřbetu u rozcestí Pískovce se kříží se zeleně značenou cestou, spojující obce Nezdice a Vlčí. Na severovýchodě se červené značka napojuje na naučnou stezku Se sv. Vojtěchem okolím Přeštic a na cyklotrasu č. 2188. Nejbližší vlakové zastávky na železniční trati z Plzně do Klatov – Borovy, případně Lužany – jsou od rozcestí turistických cest na obou koncích skalního hřbetu vzdáleny cca 4,5 km. Pokud jde o veřejnou dopravu z Přeštic, nejblíže ke skalám je autobusová zastávka Příchovice, Loupensko, háj. na severovýchodním úpatí hřbetu.